# Mews

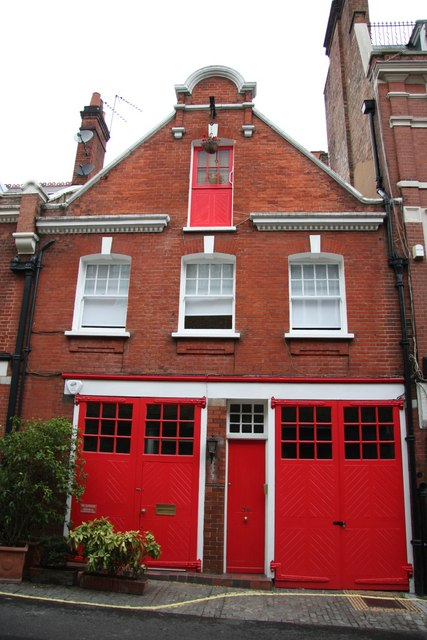
Casa Mews. Tercero de tres edificios idénticos, Bruton Place (anteriormente North Bruton Mews) frente a Berkeley Square, Mayfair, Londres W1. El cabrestante para la alimentación de los caballos se puede ver frente a la puerta del ático.

Mews es una denominación británica para una hilera o patio de establos o cocheras con viviendas encima de ellos, construidos detrás de las grandes casas de la ciudad antes de que los vehículos de motor reemplazaran a los caballos a principios del siglo XX. Las caballerizas generalmente están ubicadas en áreas residenciales de cierto nivel que se han construido para atender a los caballos, cocheros y sirvientes de los residentes prósperos.
La palabra mews proviene de Royal Mews, los establos reales construidos en 1500 sobre una antigua halconera real. Se usa en la actualidad en países de habla inglesa para viviendas urbanas de diseño similar.

## Halconeras
Mews deriva del francés muer, " mudar ", reflejando su función original de confinar a los halcones mientras mudaban. Shakespeare se despliega para maullar para significar confinar, recluir o encerrarse en La fierecilla domada : "¿Qué, quiere encerrarla, signor Baptista?"  y también Ricardo III : "Este día, debería Clarence ser confinado".
Desde 1377 en adelante, las aves de cetrería del rey estuvieron en King's Mews en Charing Cross .

## Establos de Mews
El primer uso registrado que se refiere a establos data de 1548 después de que se construyeran los establos reales en Charing Cross en el sitio de la halconería real. Esos establos reales se trasladaron a Buckingham Palace Road en 1820. También hubo caballerizas reales en St James's Palace .
Mews empezó a usarse para los establos domésticos de la ciudad durante el siglo XVII. El Washington Mews del siglo XVIII en Greenwich Village, Nueva York, coincide con los edificios de Londres en el propósito y el nombre de la época.
Desde entonces, Mews ha pasado a referirse a cualquier edificio de cualquier espacio, carril, callejón o calle trasera al que se abran estos edificios. Y también a cualquier edificio residencial nuevo de carácter similar en todo el mundo de habla inglesa en el que los vehículos de motor sustituyan a los caballos y los carruajes.

## Descripción

### Londres

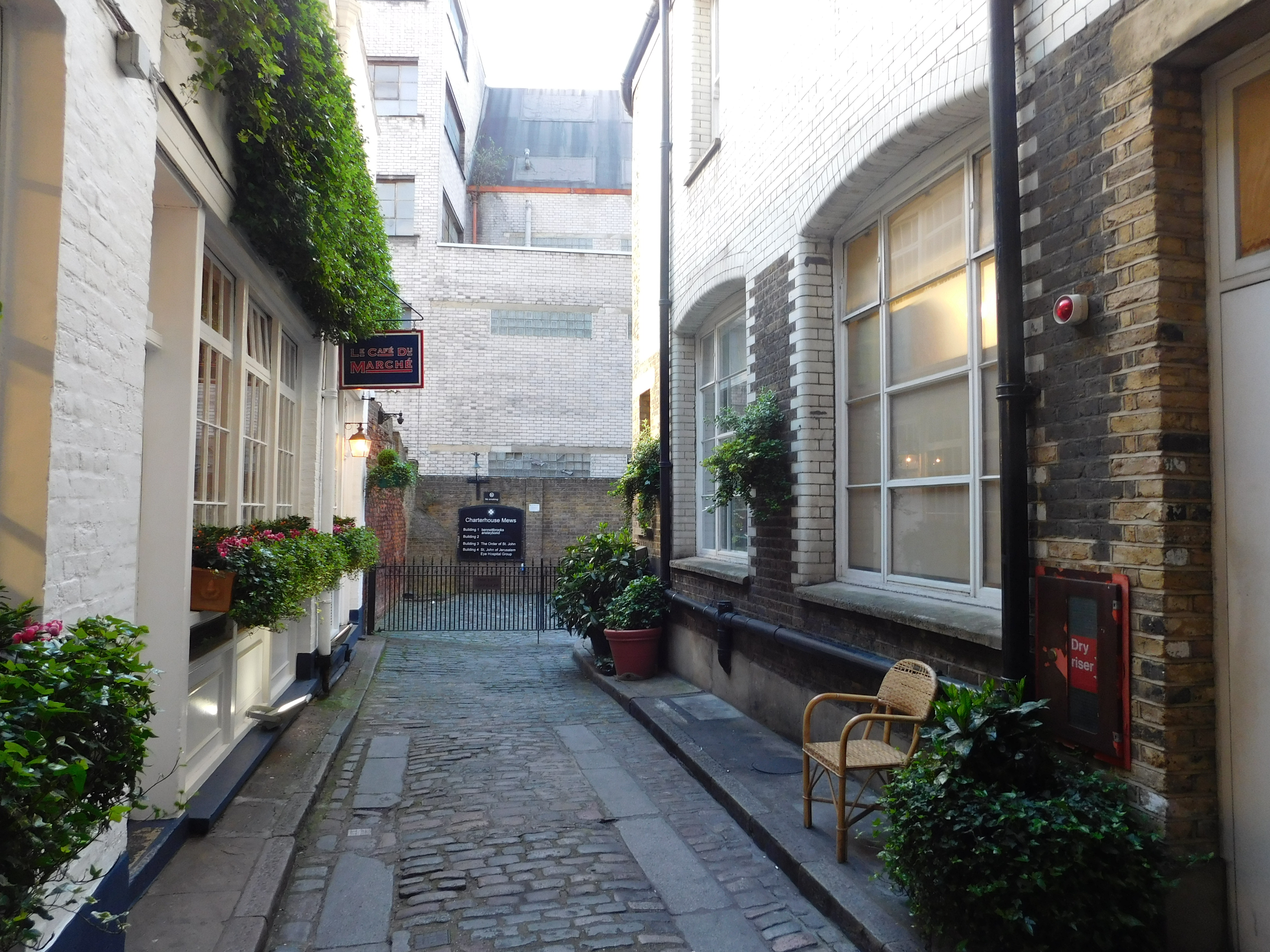
Charterhouse Mews, Londres

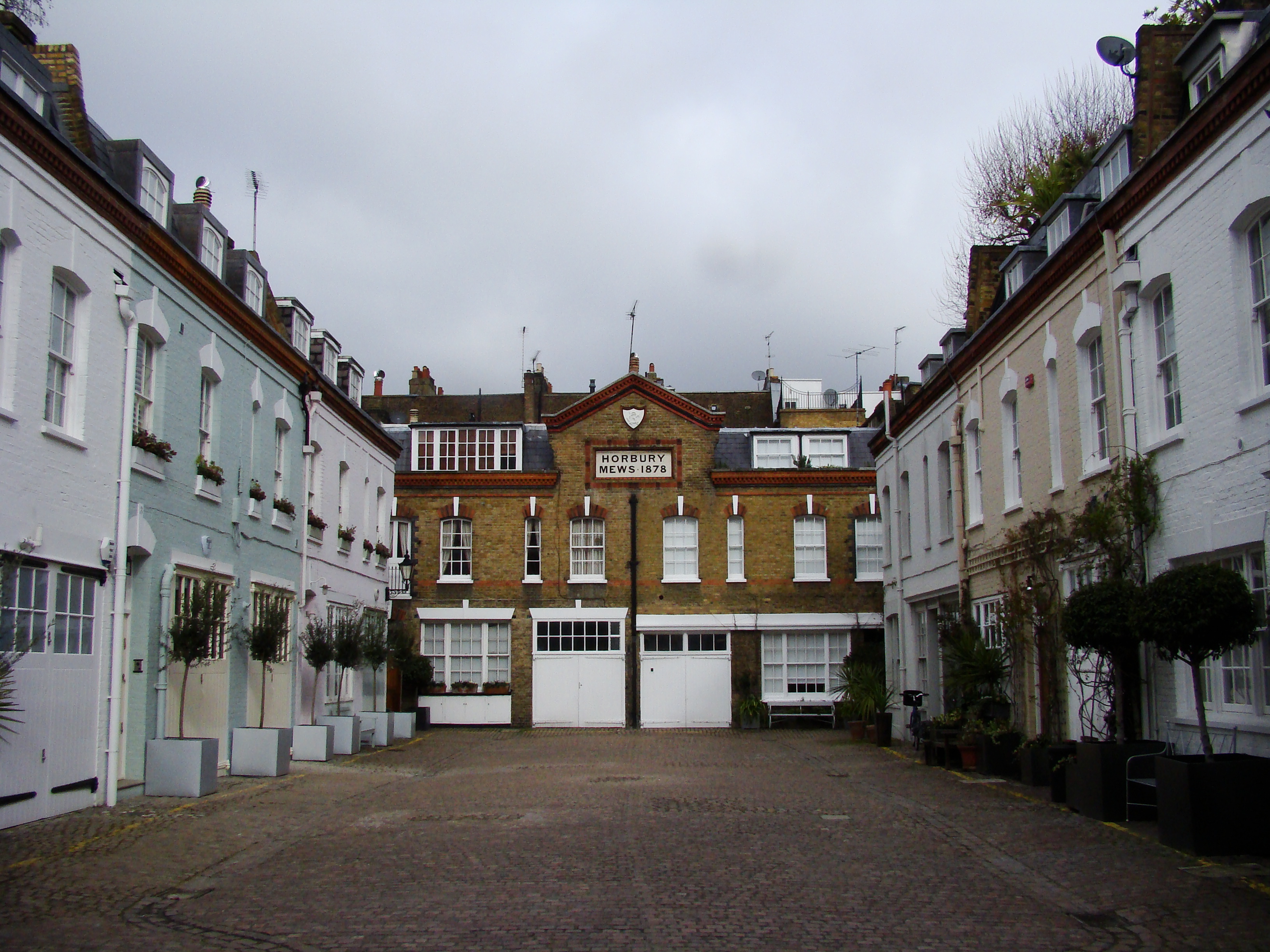
Horbury Mews, ubicado cerca de Ladbroke Road en Notting Hill

El término "Mews" se aplicó a las calles de servicio y a los establos de las ciudades, principalmente en Londres. En los siglos XVIII y XIX, las viviendas londinenses para personas adineradas generalmente consistían en calles de grandes casas adosadas con establos en la parte trasera, que se abrían a una pequeña calle de servicio. Las caballerizas tenían establos y una cochera en la planta baja, y el alojamiento para los sirvientes del establo en la parte superior. Por lo general, se trataba de otra hilera de establos en el lado opuesto de la calle de servicio, que daba a otra hilera de casas adosadas que daban a la siguiente calle. A veces había variaciones, como pequeños patios. La mayoría de las caballerizas llevaban el nombre de una de las calles principales cercanas a ellas. La mayoría, pero no todos, tienen la palabra "mews" en su nombre.
Hay muchos "Mews" en los distritos de Kensington y Chelsea y Westminster (particularmente Mayfair y Marylebone ).

### Europa
En la Europa continental, a diferencia de Gran Bretaña,  los establos de las grandes residencias urbanas solían estar en un patio delantero o central. La ventaja del sistema británico era que ocultaba a la familia los sonidos y olores de los establos cuando no utilizaban los caballos.

### Establos no conocidos como mews
Mews no se usa para grandes establos británicos no reales, característica de las casas de campo. Por ejemplo, el gran establo de Chatsworth House se denomina establos, no Mews .

## Carros
Los mews perdieron su función ecuestre a principios del siglo XX cuando se introdujeron los automóviles. Al mismo tiempo, después de la Primera Guerra Mundial y especialmente después de la Segunda Guerra Mundial, el número de personas que podían permitirse vivir en casas con una caballeriza adjunta cayó drásticamente.[cita requerida] Un lugar donde una caballeriza todavía puede estar en uso ecuestre es Bathurst Mews en Westminster, cerca de Hyde Park, Londres, donde se guardan varios caballos privados. Cerca de allí, los establos de las caballerizas se han utilizado comercialmente. Algunas caballerizas fueron demolidas o destinadas a uso comercial, pero la mayoría se convirtieron en viviendas.
Movimientos contemporáneos para revitalizar y reutilizar creativamente características históricas y tradicionales de los entornos urbanos también han arrojado algo de luz sobre las caballerizas. Una presentación contemporánea de unos 500 antiguos establos de caballos en la ciudad de Londres aparece en el libro The Mews of London: A Guide to the Hidden Byways of London's Past. 
En 2015, una estadística estimó que aún existían 433 Mews originales en Londres. La Encuesta clasificó una propiedad de Authentic Mews como "Mews: un carril, callejón, cancha, pasaje estrecho, callejón sin salida o calle trasera construida originalmente detrás de casas en los siglos XVII, XVIII y XIX para proporcionar acceso a establos o carruajes. alojamiento en casa (a menudo con alojamiento asociado) - que ahora es más probable que sea una vivienda residencial modernizada, posiblemente con locales comerciales. Una propiedad de Authentic Mews conservará la apariencia, la forma y la huella aproximadas de las Mews originales, pero es posible que se haya vuelto a desarrollar hasta cierto punto y ya no conserve todas las características originales de Mews ".

## En la actualidad
El uso de Mews en el desarrollo urbano moderno es defendido por Leon Krier, quien es una fuerte influencia en el Nuevo urbanismo en los Estados Unidos. (Por sus contribuciones fundamentales al movimiento, Krier recibió la primera Medalla Athena otorgada por el Congreso para el Nuevo urbanismo en 2006.)
En los movimientos de Crecimiento Inteligente, Desarrollo de Vecindarios Tradicionales y Nuevo urbanismo, el término se usa con frecuencia, pero las definiciones del término son raras. El Plan de remodelación de East Village para Calgary, Alberta, Canadá, explica que "Mews son calles estrechas e íntimas que equilibran las funciones de acceso y servicio de un carril con fachadas de edificios activos, usos accesorios y un espacio de calle compartido por automóviles y peatones".